# Antispecismo
L'antispecismo è il movimento filosofico, politico e culturale che si oppone allo specismo; con quest'ultimo si intende l'attribuzione di un diverso valore e status morale agli individui unicamente in base alla loro specie di appartenenza.

## Definizione e origine del termine
Il primo autore a parlare di «specismo» fu lo psicologo Richard Ryder. Egli coniò questo termine definendolo come "un pregiudizio o un atteggiamento discriminatorio in favore degli interessi dei membri della propria specie e contro i membri di altre specie". Lo specismo ha come conseguenza la convinzione che gli esseri umani abbiano il diritto di sfruttare gli animali non umani; tale convinzione secondo gli studiosi è dilagante nella società moderna .
L'approccio antispecista afferma che:
- le capacità di sentire (di provare sensazioni come piacere e dolore), di interagire con l'esterno, di manifestare una volontà, di intrattenere rapporti sociali, non siano prerogative della specie umana;
- l'attribuzione di tali capacità agli animali appartenenti a specie non umane comporti un cambiamento essenziale del loro status etico, da equiparare a quello normalmente riconosciuto agli animali di specie umana;
- da ciò debba conseguire una trasformazione profonda dei rapporti tra individui umani ed individui non umani;

L'idea che sia possibile riconoscere agli animali non umani diritti validi all'interno delle comunità umane inizia a diffondersi verso la fine del XVIII secolo, in un clima di promozione di diritti per un numero sempre maggiore di individui in precedenza soggetti a discriminazione, quali le donne e gli schiavi. Il filosofo Jeremy Bentham, in questo contesto, fu il primo a proporre di seguire un'impostazione etica fondata su un criterio capace di ricomprendere tutti gli animali all'interno di una medesima comunità morale. Per quanto Bentham si opponesse fortemente al causare sofferenza agli animali non umani, egli non mise tuttavia mai in discussione il nostro diritto di sfruttarli e ucciderli per fini umani, purché ciò avvenisse senza infliggere loro inutili sofferenze.
Nonostante i forti limiti del suo utilitarismo, il pensiero dell'autore ha fornito una forte base concettuale all'animalismo filosofico perché ha individuato, nella capacità di provare piacere e dolore, non soltanto il movente originario dell'agire morale, ma anche qualcosa di cui sono intuitivamente (e non solo) dotati tutti gli animali.

## Antispecismo moderno[4]

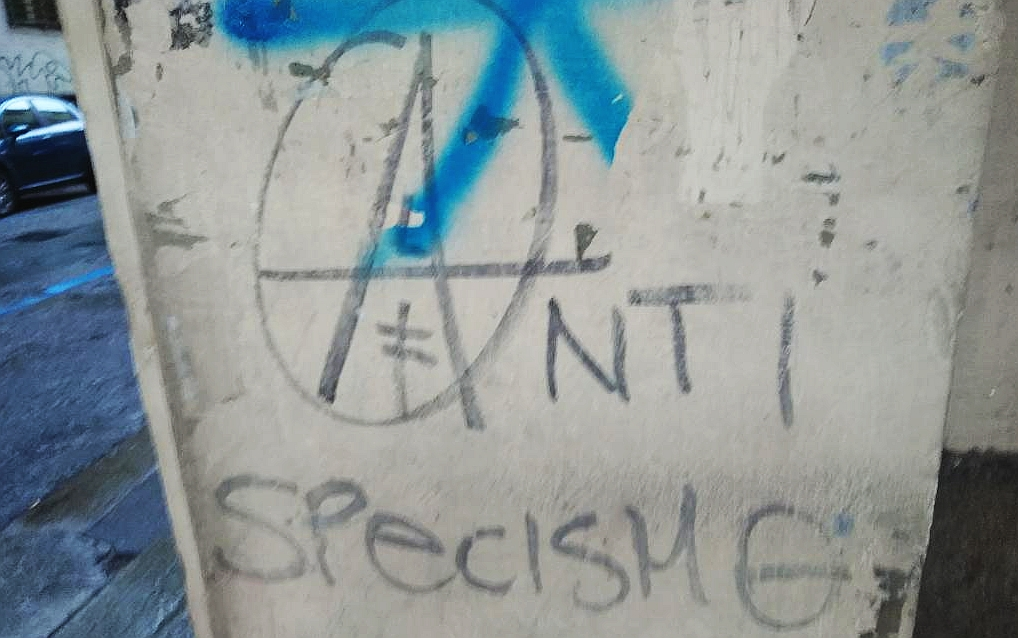
ANTI SPECISMO - graffito a Torino

Peter Singer e Tom Regan, circa due secoli dopo le considerazioni di Bentham, proseguono e approfondiscono i suoi studi, approdando a due differenti filosofie animaliste volte a difendere la necessità di parlare di veri e propri doveri diretti verso (quasi) tutto il regno animale. Singer si concentra sulle analogie sensitive, proseguendo il discorso utilitaristico di Bentham fondato sul criterio-sensitività; mentre Regan su quelle cognitive, elaborando una riflessione deontologica fondata sul criterio-cognizione. La presenza di tali peculiarità in tutto il regno animale implica la necessità, secondo la visione degli autori, di riconoscere che se un animale non umano può provare esperienze così simili a quelle umane è necessario estendere anche a questo soggetto naturale quantomeno la regola aurea secondo cui non si devono trattare gli altri come non si vorrebbe essere trattati in prima persona.
Per Singer si tratta di una questione di sensibilità verso la sofferenza di ogni animale, mentre per Regan è un fatto di giustizia nei confronti del valore inerente di (quasi) tutte le forme di vita animale. Il primo pone l'accento sul concetto di eguaglianza, difendendo la propria posizione sostenendo che (quasi) tutti gli animali (umani e non-umani) siano portatori dei medesimi interessi. Il secondo insiste sul concetto di responsabilità, legittimando la propria teoria affermando che (quasi tutti) gli animali non-umani siano soggetti titolari, a tutti gli effetti, di diritti pari a quelli umani. In entrambi i casi, però, si rendono necessari sia un ampliamento della nostra facoltà simpatetica, sia un più attento uso delle nostre capacità di ragionamento.

## Antispecismo utilitarista
La versione utilitarista dell'antispecismo non si basa su una teoria dei diritti, ma sul principio di uguaglianza nella considerazione degli interessi, che estende agli individui non umani. Essa sviluppa una considerazione di Jeremy Bentham: "La domanda non è Possono ragionare?, né Possono parlare?, ma Possono soffrire?". Secondo Peter Singer, la condizione fondamentale perché un individuo abbia interessi è che sia capace di provare piacere e dolore, che sia cioè un essere senziente: nel momento in cui questa condizione è soddisfatta, il principio di eguaglianza impone di prendere in considerazione il suo interesse a non soffrire e a provare piacere indipendentemente dalla sua specie di appartenenza.

## Antispecismo deontologico
Anziché schierarsi direttamente contro la sofferenza animale, Regan preferisce dedicarsi a una critica argomentativa del sistema culturale che ci legittima a concepire gli animali non umani come risorse a nostra disposizione. L'autore, come Joel Feinberg, è interessato soprattutto alla questione dei diritti morali fondamentali del regno animale. La proposta dell'autore è quella di fondare i nostri doveri diretti sui diritti morali fondamentali, quali il diritto a non soffrire, a vivere e (almeno sotto certi aspetti) alla libertà, che ogni essere dotato di valore inerente possiede. Regan è convinto che al fine di individuare un buon criterio per attribuire diritti morali o giuridici anche agli animali non umani non sia sufficiente accreditare loro la capacità di «condurre una vita» dotata di sensibilità e perciò caratterizzata soltanto da «interessi-preferenze», che portano a volere o desiderare qualcosa indipendentemente dal beneficio che se ne può trarre. È necessario andare oltre e distinguere questi soggetti da quelli in grado di «avere una vita» contraddistinta anche da «interessi-benessere», che permettono a questo tipo di pazienti morali di vivere una vita qualitativamente migliore tramite il perseguimento e il soddisfacimento non tanto di preferenze personali, quanto di reali bisogni connessi al proprio benessere. Egli parla, in questo caso, di «soggetti-di-una-vita».

## Progetto Grande Scimmia
L'antispecismo ha dato vita a numerose rivendicazioni per l'uguaglianza animale. La più nota è il Progetto Grande Scimmia, nato per iniziativa di Paola Cavalieri e Peter Singer, che richiede l'estensione alle scimmie antropomorfe di alcuni diritti umani.

## Antispecismo e darwinismo
Una rilettura dell'evoluzionismo darwiniano in chiave antispecista ha portato alcuni autori, come il filosofo statunitense James Rachels, a sostenere la necessità di una riformulazione dell'etica che abbandoni il tradizionale ruolo privilegiato della specie umana e che riconosca la rilevanza morale della continuità tra le specie.
Sostenitori ante litteram dell'antispecismo (sempre in chiave pseudo-darwiniana) possono poi essere considerati alcuni filosofi in particolare dell'Ottocento, quali soprattutto Arthur Schopenhauer e Giacomo Leopardi.

## Antispecismo e transumanesimo
Una forma particolare di antispecismo è quella del transumanesimo, che riconosce come soggetti di diritto al benessere tutti gli esseri senzienti, indipendentemente dalla loro natura:
(Humanity+, Transhumanist Declaration)